# Gisèle Séginger
Gisèle Séginger, née Cavallotto en 1956 à Cannes, est une universitaire française spécialiste de Flaubert et des liens entre sciences naturelles et littérature au XIXe siècle. 

## Biographie
Après avoir intégré l'École normale supérieure de Fontenay-aux-Roses en 1977 et avoir obtenu une licence de lettres modernes à l'université Paris 7 et une licence d'espagnol à Paris 3, Gisèle Séginger obtient l'agrégation de lettres modernes en 1980. À l'issue de son Diplôme d'études approfondies de littérature française à l'université Paris 7, elle commence un doctorat de littérature française à l'université Paris 8 sous la direction de Claude Duchet. Elle soutient en 1991 sa thèse intitulée « La tentation » et ses métamorphoses. Étude génétique et textuelle de « La tentation de Saint-Antoine » de Gustave Flaubert (1849-1874).
Elle devient en 1997 professeure des universités à l'Université Strasbourg-II et en 2003, elle est élue membre du conseil national des universités dans la section 9 de langue et littérature françaises.
Gisèle Séginger rejoint en 2004 l'université de Marne-la-Vallée, où elle fonde et dirige depuis 2007 le master Édition livre papier et numérique, dont la moitié des enseignements environ sont destinés à la production assistée par ordinateur et au multimédia. Elle y crée aussi en 2004 l'unité de recherche LISAA, qu'elle dirige jusqu'à 2015.
Elle est nommée en 2016 membre senior de l'Institut universitaire de France. 
Professeure des universités à l'université Gustave-Eiffel depuis la création de l'établissement en 2020, elle est membre du comité de rédaction des revues Romantisme et Nineteenth Century French Studies.

## Travaux de recherche

### Sur Flaubert
Gisèle Séginger propose en 2001 une édition critique de Salammbô chez GF Flammarion. Elle dirige le Dictionnaire Flaubert publié en 2017 aux éditions Honoré Champion,, qui contient plus de 650 articles sur l'écrivain et son œuvre, rédigés par plus de 100 universitaires. ainsi que les œuvres complètes du romancier chez la même maison d'édition. Elle contribue aux tomes II et III des Œuvres complètes de Flaubert dans la Pléiade, et dirige en 2021 la publication du tome IV, qui contient notamment L'Éducation sentimentale. 
Elle est aussi spécialiste des illustrations de l'œuvre de Flaubert, ayant notamment dirigé l'ouvrage Flaubert et la peinture en 2010, et publié en 2021 L’Orient de Flaubert en images,. Ces travaux alimentent aussi ses enseignements dans le master Édition qu'elle dirige, où elle aborde les questions relatives au rapport entre texte et image.
Elle intervient dans plusieurs événements organisés en 2021 à l'occasion du bicentenaire Flaubert, notamment à la Foire du livre de Brive-la-Gaillarde, et à l'Institut de France le 11 décembre. Elle écrit aussi l'article d'ouverture du dossier de ce bicentenaire sur le site France mémoire.
Elle reçoit en 2022 le prix René Dumesnil pour son ouvrage Berlioz, Flaubert et l’Orient, codirigé avec Cécile Reynaud.

### Sur les liens entre sciences du vivant et littérature
Depuis les années 2010, Gisèle Séginger mène des travaux de recherche concernant les liens entre sciences du vivant et littérature, en particulier au XIXe siècle, dans le cadre de programmes de recherche qu'elle coordonne tels que Biolographes, financé par l'Agence nationale de la recherche et la Fondation allemande pour la recherche de 2014 à 2017 ou Urbanature, financé par l'I-SITE Future porté par l'université Gustave Eiffel.
Porteuse de plusieurs programmes de recherche sur les savoirs du vivant soutenus par la Fondation Maison des sciences de l'homme,, elle coordonne aussi avec Christine Maillard depuis 2013 le réseau pluridisciplinaire inter-MSH VIVANLIT, Penser le vivant : les échanges entre littérature et sciences de la vie de la fin du XVIIIe siècle à l’époque contemporaine.
Elle co-dirige ainsi les ouvrages Penser le vivant aux éditions de la FMSH en 2017, Biological Time, Historical Time. Transfers and Transformations in 19th Century Literature aux éditions Brill en 2018 et Littérature française et savoirs biologiques au XIXe siècle Traduction, transmission, transposition chez De Gruyter en 2020.

## Distinctions
- Chevalière de l'ordre des Palmes académiques en 2013[37]
- Officière de l'ordre des Palmes académiques en 2021[38]

## Œuvres

### Ouvrages
- Gisèle Séginger, Naissance et métamorphoses d'un écrivain : Flaubert et "Les tentations de saint Antoine", Paris, H. Champion, 1997, 442 p. (ISBN 2-85203-577-4 et 978-2-85203-577-5, OCLC 36669303, lire en ligne)
- Gisèle Séginger, Flaubert, une poétique de l'histoire, Strasbourg, Presses universitaires de Strasbourg, 2000, 256 p. (ISBN 2-86820-100-8 et 978-2-86820-100-3, OCLC 45559052, lire en ligne)
- Gisèle Séginger, Flaubert, une éthique de l'art pur, Paris, Lettres modernes Minard, 2010, 230 p. (ISBN 978-2-85210-067-1 et 2-85210-067-3, OCLC 680229827, lire en ligne)
- Auguste Dezalay et Gisèle Séginger, Zola à l'oeuvre : hommage à Auguste Dezalay : actes du colloque Zola, génétique et poétique du roman, 9 et 10 décembre 2002, Strasbourg, Presses universitaires de Strasbourg, 2003, 244 p. (ISBN 2-86820-207-1 et 978-2-86820-207-9, OCLC 54205322, lire en ligne)
- Gisèle Séginger, Nerval au miroir du temps : Les filles du feu, Les chimères, Paris, Ellipses, 2004, 254 p. (ISBN 2-7298-1745-X et 978-2-7298-1745-9, OCLC 55236984, lire en ligne)
- Pierre-Louis Rey et Gisèle Séginger, Madame Bovary et les savoirs, Paris, Presses Sorbonne nouvelle, 2009, 329 p. (ISBN 978-2-87854-446-6 et 2-87854-446-3, OCLC 316003167, lire en ligne)
- Gisèle Séginger et Fondation Martin Bodmer, Fiction et documentation : les manuscrits Flaubert de la Fondation Martin Bodmer, Bâle/Cologne, Éditions Schwabe, 2010, 158 p. (ISBN 978-3-7965-2657-2 et 3-7965-2657-8, OCLC 670471818, lire en ligne)
- Gisèle Séginger, Musset : poésie et vérité, Paris, Honoré Champion Éditeur, 2012, 329 p. (ISBN 978-2-7453-2369-9 et 2-7453-2369-5, OCLC 820630849, lire en ligne)
- Sylvain Ledda, Frank Lestringant et Gisèle Séginger, Poétique de Musset : [actes d'un colloque organisé à Cerisy-la-Salle en août 2010], Rennes, Presses universitaires de Rouen et du Havre, 2013, 334 p. (ISBN 978-2-87775-584-9 et 2-87775-584-3, OCLC 842855554, lire en ligne)
- Gisèle Séginger, Scénarios de La tentation de saint Antoine, le temps de l'oeuvre, Mont-Saint-Aignan, Presses universitaires de Rouen et du Havre, 2014, 299 p. (ISBN 978-2-87775-520-7 et 2-87775-520-7, OCLC 892825179, lire en ligne)
- Gisèle Séginger, Un lyrisme de la finitude : Musset et la poésie, Paris, Hermann, 2015, 448 p. (ISBN 978-2-7056-9091-5 et 2-7056-9091-3, OCLC 930158029, lire en ligne)
- Gisèle Séginger, Juliette Azoulai, Yvan Leclerc et Norioki Sugaya, Dictionnaire Flaubert, Paris/impr. en Suisse, Honoré Champion éditeur, 2017, 1771 p. (ISBN 978-2-7453-4820-3 et 2-7453-4820-5, OCLC 1017610394, lire en ligne)
- Laurence Dahan-Gaida, Christine Pflieger-Maillard, Laurence Talairach-Vielmas et Gisèle Séginger, Penser le vivant, Paris/58-Clamecy, Éditions de la Maison des sciences de l'homme / Impr. Laballery, 2017, 404 p. (ISBN 978-2-7351-2383-4 et 2-7351-2383-9, OCLC 1011588147, lire en ligne)
- Niklas Bender et Gisèle Séginger, Biological time, historical time : transfers and transformations in 19th century literature, 2019 (ISBN 978-90-04-38516-0 et 90-04-38516-9, OCLC 1080076209, lire en ligne)
- Juliette Azoulai, Gisèle Séginger et Présence Graphique, Flaubert, histoire et étude de mœurs, Strasbourg/37-Monts, Presses universitaires de Strasbourg / Impr. Présence graphique, 2019, 361 p. (ISBN 978-2-86820-548-3 et 2-86820-548-8, OCLC 1130260678, lire en ligne)
- Thomas Klinkert et Gisèle Séginger, Biolographes : mythes et savoirs biologiques dans la littérature française du XIXe siècle, Paris/91-Courtaboeuf, Hermann / Impr. Acort Europe, 2019, 470 p. (ISBN 979-10-370-0066-8, 978-979-1037-00-6 et 979-1037-00-0, OCLC 1091294176, lire en ligne)
- Thomas Klinkert et Gisèle Séginger, Littérature française et savoirs biologiques au XIXe siècle : Traduction, transmission, transposition, De Gruyter, 2020, 289 p. (ISBN 978-3-11-066583-3, 3-11-066583-2 et 978-3-11-066582-6, OCLC 1253410377, lire en ligne)
- Gisèle Séginger, L'Orient de Flaubert en images, Paris/impr. en Belgique, Citadelles & Mazenod, 2021, 222 p. (ISBN 978-2-85088-859-5 et 2-85088-859-1, OCLC 1249438605, lire en ligne)
- Gisèle Séginger et Bruno Messina, Berlioz, Flaubert et l'Orient, Paris/New York/impr. en République tchèque, le Passage, copyright 2022, 250 p. (ISBN 978-2-84742-490-4 et 2-84742-490-3, OCLC 1346303025, lire en ligne)

### Éditions
- Honoré de Balzac, Le Lys dans la vallée, le Livre de poche classique, 1995, 504 p. (ISBN 978-2-253-00444-8)
- Émile Zola, La bête humaine, Fasquelle, 1997 (ISBN 2-253-00557-6 et 978-2-253-00557-5, OCLC 39087604, lire en ligne)
- Gustave Flaubert, Salammbô, Paris, Flammarion, 2001, 466 p. (ISBN 2-08-071112-1 et 978-2-08-071112-0, OCLC 47173975, lire en ligne)
- Gustave Flaubert, La Tentation de saint Antoine [de 1849], La Tentation de saint Antoine [de 1856], Salammbô et Le Conte oriental, Œuvres complètes, sous la direction de Claudine Gothot-Mersch, Bibliothèque de la Pléiade, Gallimard, tomes II et III, 2013.
- Jules Barbey d'Aurevilly, Une vieille maîtresse, Honoré Champion, 2014
- Gustave Flaubert, Madame Bovary : mœurs de province, Paris/impr. en Espagne, Flammarion, coll. « GF », 2018, 638 p. (ISBN 978-2-08-142256-8 et 2-08-142256-5, OCLC 1031897552, lire en ligne)
- Gustave Flaubert, Œuvres complètes, tome IV (avec la collaboration de Philippe Dufour et de Roxane Martin), Bibliothèque de la Pléiade, Gallimard, 2021.
- Gustave Flaubert, La tentation de saint Antoine [de 1874], Paris/impr. en Espagne, Flammarion, 2021, 381 p. (ISBN 978-2-08-151514-7 et 2-08-151514-8, OCLC 1241185874, lire en ligne)
- Gustave Flaubert, Mémoires de deux jeunes mariées, le Livre de poche classique, 2022